# Sydney Penny
Sydney Margaret Penny, née le 7 août 1971 à Nashville, est une actrice américaine.

## Biographie
Sydney Penny aurait des origines hongroise, irlandaise, française, anglaise et cherokee . Élevée à Chatsworth, en Californie, c'est la fille du comédien et ancien chef de la troupe Western Swing Hank Penny et de son épouse Shari, chanteuse d'opéra.
Sydney commence sa carrière sur scène avec ses parents à l'âge de trois ans et demi. À dix ans, Sydney est choisie pour jouer le rôle de Meggie Cleary dans la mini-série Les oiseaux se cachent pour mourir (The Thorn Birds, 1983, avec Richard Chamberlain), jouant aux côtés de Barbara Stanwyck, Jean Simmons et Richard Chamberlain lui-même, qui la remarquèrent. Sa performance inspire une note personnelle de Burt Reynolds qui l'appela « la plus belle fille du grand écran ».
En 1985, Clint Eastwood recrute Sydney Penny pour jouer Megan Wheeler (Mélanie Wheeler dans la version française), la jeune fille qui tombe amoureuse de l'énigmatique pasteur dans Pale Rider, le cavalier solitaire. C'est son premier rôle dans un long métrage.
Penny partage son premier baiser à l'écran avec Rick Schroder dans le téléfilm Two Kinds of love, redécouvre l'espoir de vivre avec Art Carney dans le classique d'O. Henry The Last Leaf, et est sauvée de l'esclavage par Martin Sheen dans Le Quatrième Roi Mage (The Fourth Wiseman), qui joue son père dans News at Eleven. En 1986, Sydney Penny s'est mise à la plage en tant que Danni Collins dans la série populaire The New Gidget.
Le réalisateur français Jean Delannoy choisit Sydney Penny pour jouer Bernadette Soubirous dans Bernadette en 1988, film qui raconte les visions de l'enfant à Lourdes. Bien qu'elle ne parle pas encore français à l'époque, le film est tourné à la fois en anglais et en français. L'actrice travailla avec un professeur pour apprendre à lire le français phonétiquement, jusqu'à parler la langue couramment.
Delannoy et Penny continuent avec La Passion de Bernadette, l'histoire de la vie de Soubirous au couvent, en français seulement. Les deux films sont plébiscités par le pape Jean-Paul II pour la précision du portrait de la vie de la jeune fille et ont été bien reçus par la critique.
Penny joue la fille de Sophia Loren, Rosetta, dans Running Away, un remake du film de 1961 pour lequel Sophia Loren gagna un Oscar. Sydney Penny apparait quotidiennement en tant que BJ Walker dans les séries quotidiennes de la NBC Santa Barbara. Son interprétation de la jeune femme vivant avec le secret d'un inceste lui valut une nomination aux Daytime Emmy Awards de la plus jeune actrice principale remarquable.
Sydney Penny déménage à New York pour apparaître en tant que Julia Santos Keefer dans la série télévisée nord-américaine La Force du destin (All My Children). Penny et la vedette Keith Hamilton Cobb sont nommés « couple le plus chaud » par le magazine Soap Opera Digest et Penny remporte une seconde nomination Emmy.
En 1997, Penny voyage à Wilmington, en Caroline du Nord, pour le film Enchanted, une comédie romantique écrite, dirigée et produite par l'acteur John Ward. En 1999, Penny est couronnée 52e reine Azalea du festival Azalea Wilmington.
En août 2003, elle est engagée en tant que Samantha Kelly dans Amour, Gloire et Beauté.
Sydney Penny retourne à la télévision dans la série Warner Bros Hyperion Bay, créée par l'auteur de Thirtysomething, Joe Dougherty, suivi par un rôle récurrent en tant que Jolie Oliver, une kidnappeuse dépendante à la cocaïne dans Beverly Hills 90210.
Penny interpréte l'ex-agent de la CIA Joy Arden dans la série Largo Winch, coproduite par la Paramount et M6 et filmée à Montréal et à Paris. Pour le rôle, elle apprend le kickboxing, les arts martiaux et s'exerce au maniement de diverses armes.
Penny joue dans le téléfilm Oranges amères (Hidden Places), l'histoire d'une femme luttant pour garder son orangeraie durant la Grande Dépression, pour laquelle elle remporte un CAMIE Award.
L'actrice retourne jouer dans La Force du destin, reprenant son rôle populaire pour trois nouvelles années en 2005, qu'elle quitte en mai 2008 à la fin de Julia. Pendant ce temps, elle sert au National Academy of Television Arts and Sciences.
Par la suite, elle joue dans Un amour plus que parfait pour Hallmark Channel, et dans Little Red Wagon, dirigé par David Anspaugh.
Sydney Penny a lu de nombreux audiobooks pour Ignatius Press, incluant St. Joan écrit par Mark Twain.

## Vie privée
Sydney Penny, en dehors du cinéma, a d'autres centres d'intérêt, tant professionnels qu'artistiques, comme l'écriture de scénarios, de poèmes, et la chanson.
Sydney Penny et son mari, le producteur et artiste Robert L. Powers, vivent à New York et ont un fils, Chasen, né le 31 mai 2007. Ils ont aussi deux chats siamois. Durant son temps libre, Penny joue au tennis, pratique l'équitation, jardine, fait des randonnées, tricote, lit avec un penchant pour les mystères, écoute tous types de musique et regarde des films classiques. Elle s'intéresse à la généalogie, regarde Top Gear sur la BBC, parle français couramment et adore voyager partout où la nourriture est bonne.
Penny resta bonne amie avec son ancienne collègue de La Force du destin, Sarah Michelle Gellar.

## Filmographie

### Cinéma
- 1983 : The Last Leaf : Susan
- 1985 : Pale Rider, le cavalier solitaire : Melanie Wheeler
- 1986 : Hyper Sapien - les visiteurs de l'espace (en) : Robyn
- 1988 : Bernadette : Bernadette Soubirous
- 1989 : La Passion de Bernadette : Bernadette
- 1991 : Venins : Malika
- 1997 : Smoke Screens (court métrage): Corrine
- 1998 : The Pawn : Megan
- 1998 : Enchanted : Natalie Ross

### Télévision
- 1979 : The Night Rider : Melissa Hollister
- 1981 : The Big Stuffed Dog (en) : Lily
- 1981 : Dear Teacher (pilote série non retenue) : Gloria
- 1982 : Fame : Susan Marshall
- 1982 : The Capture of Grizzly Adams : Peg Adams
- 1983 : Hooker : Katie Coats
- 1983 : Hôpital St Elsewhere : Melissa Greely
- 1983 : Les oiseaux se cachent pour mourir : Meggie Cleary jeune
- 1983 : Two Kinds of Love : Elizabeth
- 1984 : Ricky ou la Belle Vie : Billie
- 1984 : Miss Muscles (Getting Physical) : Ramona
- 1985 : The Fourth Wise Man (en) : Shameir
- 1986 : La Quatrième Dimension : Mary Miletti
- 1986 : News at Eleven : Melissa Kenley
- 1986-1988 : The New Gidget (en) : Danielle Collins-Griffin
- 1988 : La ciociara : Rosetta
- 1991 : Child of Darkness, Child of Light (en) : Margaret Gallagher
- 1992-1993 : Santa Barbara : B.J. Walker
- 1993-2008 : La Force du destin : Julia Santos Keefer
- 1996 : Cœurs à la dérive (Hearts Adrift) : Max Deerfiled
- 1998 : La croisière s'amuse, nouvelle vague : Juliette Titlebaum
- 1998-1999 : Hyperion Bay : Jennifer Worth
- 1999 : Sunset Beach : Meg Cummings
- 2000 : Beverly Hills : Josie Oliver
- 2001-2003 : Largo Winch : Joy Arden
- 2003-2005 : Amour, Gloire et Beauté : Samantha Kelly
- 2005 : McBride: The Doctor is Out... Really Out (en) : Daphné Blake
- 2006 : Oranges amères : Eliza
- 2010 : Un amour plus que parfait : Chloé
- 2011 : Little Red Wagon
- 2011 : Drop Dead Diva, épisode Un monde de possibilités : Ms. Kritzer
- 2012 : J'ai détruit mon mariage : Georgia
- 2014 : Pretty Little Liars : Leona Vanderwaal

## Voix françaises
- Dorothée Jemma dans Venins (1991)